# Didelphinae
Didelphinae e подсемейство торбести бозайници от разред Опосумоподобни (Didelphimorphia). Тук са класифицирани по-голямата част от видовете на известните днес опосуми.

## Разпространение
Основната част от тях обитават Южна Америка. Малка част населяват и Централна Америка.

## Хранене
С малки изключения са всеядни като се хранят с плодове, семена, нектар, малки гризачи и гръбначни, насекоми и други.

## Родове
- Chacodelphys
- Chironectes
- Cryptonanus
- Didelphis – Опосуми
- Gracilinanus
- Hyladelphys
- Lestodelphys
- Lutreolina
- Marmosa
- Marmosops
- Metachirus
- Micoureus
- Monodelphis
- Philander – Четириоки опосуми
- Thylamys
- Tlacuatzin